# 新刻京本通俗演義增像包龍圖判百家公案全傳
《新刻京本通俗演義增像包龍圖判百家公案全傳》，簡稱《增像包龍圖判百家公案》、《包龍圖判百家公案》或《百家公案》，俗稱《包公案》，乃中國明朝萬曆二十二年（1594年）一部公案小說，由安遇時及多位不明人士所合著，福建書林「與畊堂」朱仁齋繡梓及刊行於建陽，內頁題註「全補包龍圖判百家公案」字樣，刊本卷首含《國史本傳》及《包待制出身源流》，全書共10卷100回。該书以北宋清官包拯（包公、包待制）為主角，叙述了在其任內所經歷的百余宗經典斷案過程，與《施公案》、《藍公案》併稱中國古典文學「三公奇案」代表作，也因故事情節獨特而得以在華人傳統民俗中廣為流傳。

## 簡介
该小说塑造了清正廉明的包拯形象，对后来的《三侠五义》有重要影响。最早《宋史》只记包拯“割牛舌” 一案图。胡适在《三侠五义·序》說包公“是一個箭垛式的人物”，民間的傳說將各種各樣的斷案故事都投射到他身上，元、明兩代的戲曲小說不斷的擴充包公故事，元代有关汉卿的《包待制三勘蝴蝶梦》、《包待制智斩鲁斋郎》，无名氏的《包待制陈州粜米》，郑廷玉的杂剧《包待制智勘后庭花》，李潜夫的雜劇《包待制智勘灰闌記》。
《包公案》一書曾被认为是世界上最早的推理小说。但《包公案》中的許多案件的偵破，不見得有精彩的推理工夫，常常是因為冤魂託夢。

## 其它版本
《新刻京本通俗演義全像百家公案全傳》，明代書林「景生」楊文高刊行，全書亦共10卷100回。

## 腳註
1. ↑  松江府華亭縣人，自署「錢塘散人」，寓意自己疏散平庸、不為世間所用。

## 另見
- 龍圖公案
- 潯江公案（施公案）
- 鹿洲公案（藍公案）